# Agathabrunnen
Der Agathabrunnen ist ein der hl. Agatha geweihter Brunnen vor dem St. Hedwig-Krankenhaus in Berlin-Mitte.
Der Brunnen wurde 1996 von Jens-Hagen Engelhardt im maurischen Stil auf dem vorderen Hof des Krankenhauses gestaltet. Hier hatte bereits 1890 bis 1905 ein Brunnen gestanden. Am 28. November 1943 gelobte der Pfarrer von Unhold in der Kapelle des Hedwigskrankenhauses, eine Statue der hl. Agatha zu errichten, wenn das Krankenhaus von Kriegsschäden verschont bleibe. Das Gelöbnis wurde am 14. September 1996 zur 150-Jahr-Feier des Krankenhauses eingelöst, als der Erzbischof von Berlin, Georg Kardinal Sterzinsky, den Brunnen einweihte.
Als Grundriss für den Brunnen wurde ein Kreis und ein Quadrat gewählt. Der Kreis symbolisiert im Christentum das All und die Ewigkeit, das Quadrat die Erde und das Leben. Die Jungfrau Agatha, die als Schutzpatronin gegen Feuer und Blitz gilt, wird mit einer brennenden Fackel dargestellt. Ihre Hände weisen auf ihre Brust, was an die Art ihres Martyriums erinnern soll.